# Nils-Eric Gustafsson
Nils-Eric Gustafsson (i riksdagen kallad Gustafsson i Byske), född 30 december 1922 i Byske församling, död 28 januari 2017 i Västerhaninge, var en svensk före detta lantbrukare och centerpartistisk politiker.
Gustafsson var ledamot av riksdagens första kammare 1957–1970 (Västerbottens läns och Norrbottens läns valkrets) och efter enkammarreformen riksdagsledamot fram till 1976.
Mellan 1980 och 1986 var Gustafsson ordförande för Svensk-koreanska föreningen.

## Utmärkelser
- Kommendör av Nordstjärneorden, 6 juni 1972.[8]